# Neopets
Neopets – gra internetowa utworzona w 1999 roku przez Adama Powella i Donnę Williams, w której gracz opiekuje się zwierzęciem zwanym Neopetem. Od 2005 roku jest własnością grupy Viacom, która odkupiła witrynę za 160 milionów dolarów.
Gracz wybiera od 1 do 4 spośród 54 gatunków stworzeń (tak zwanych Neopets), którymi się zajmuje: karmi, bawi się z nimi, uczy je oraz walczy z innymi graczami na arenie walk. Poprzez uczestnictwo w grach gracz zdobywa pieniądze - Neopoints (NP). Można również otworzyć własny sklep, założyć galerię przedmiotów, zbudować dom, spróbować swoich sił na aukcjach, poczatować i podyskutować na forum.

## Neopety
Neopety to stworzenia, którymi opiekują się gracze. Do wyboru są 54 gatunki i 4 podstawowe kolory (niebieski, żółty, zielony i czerwony), ale każdy z nich może być przemalowany na inny kolor, jak np. wróżkowy (faerie), pustynny (desert), pluszowy (plushie) czy czekoladowy (chocolate). Każdy neopet ma swoje statystyki i atrybuty, na przykład wiek, płeć, wysokość lub wagę.

## Zdobywanie pieniędzy (NeoPoints)
W Neopets funkcjonuje duża liczba sklepów sprzedających jedzenie, ubrania, akcesoria i cały asortyment dla neopetów. Jednak, by je zdobyć potrzebna jest do tego odpowiednia liczba neopunktów. Pieniądze zdobywa się, grając w gry, a następnie wysyłając swój wynik. Neopunkty są wtedy dodawane adekwatnie do zdobytego w grze wyniku. Liczba wysłanych wyników jest ograniczona liczbowo limitem jednodniowym.
Punkty można zdobywać również sprzedając przedmioty na aukcjach, targu i we własnym sklepie. Jednak o ile aukcje i targ są bezpłatne, o tyle prowadzenie sklepu wymaga dodatkowych wydatków związanych z wynajmem. Ostatnim sposobem zdobywania neopunktów są losowe zdarzenia (Random Events). Pojawiają się one sporadycznie podczas normalnego przeglądania stron Neopets. Efekt losowego zdarzenia może być różny, można zyskać lub stracić neopunkty, otrzymać przedmioty lub zadania.